# Hôpital de la Croix Saint-Simon
Hôpital de la Croix Saint-Simon je soukromá nezisková nemocnice, která se nachází v Paříži ve 20. obvodu. Od roku 2003 je spojena s nemocnicí Hôpital des Diaconesses de Reuilly, se kterou tvoří Groupe Hospitalier Diaconesses Croix Saint-Simon.

## Historie
V roce 1906 působila misionářka Marie de Miribel ve čtvrti Charonne, jehož obyvatelstvo bylo postiženo především tuberkulózou a syfilidou. V roce 1907 založila Maison de l'union, první ošetřovnu, ze které se stala nemocnice Croix Saint-Simon, která se nacházela na adrese 9 rue de la Croix-Saint-Simon a nabízela péči v místě i doma. Její poslání bylo zdravotní i sociální (zahrnovala i oddací úřad). V roce 1910 byla připojena k Pomocnému sdružení pro vojenské zraněné, předchůdce Červeného kříže.
V roce 1912 začala stavba samotné nemocnice a také kaple Saint-Charles de la Croix-Saint-Simon, práce by však zpomalila první světová válka. Na konci války, v roce 1918, byla zřízena protituberkulózní ambulance. Samotná nemocnice byla otevřena v roce 1920 a tehdy měla 12 lůžek. V roce 1922 získala statut veřejně prospěšné instituce.
V následujících desetiletích byly otevřeny nové služby: v roce 1922 protipohlavní služba pro ženy a děti a protirakovinná služba, která byla v roce 1927 vybavena radioterapeutickou jednotkou. V roce 1929 byla vytvořena sociální služba, v roce 1933 škola sester a sociálních pracovníků. Od roku 1932 bylo vedení nemocnice svěřeno komunitě františkánských misijních sester Marie.
V roce 1948 k nemocnici přibyla porodnice v rue Mouraud, v roce 1977 pak dětský psychiatrický denní stacionář. V následujícím roce byla schválena jako všeobecná nemocnice. Nová budova byla slavnostně otevřena v roce 1982.
V roce 2003 se nemocnice Croix Saint-Simon sloučila s nemocnicí v Reuilly pod vedením neziskového sdružení Groupe Hospitalier Diaconesses Croix Saint-Simon. V roce 2010 byla budova postavená v roce 1920 zbořena a nahrazena novou nemocniční budovou o rozloze 13 300 metrů čtverečních. Tato nová budova, navržená architektem Jeanem Michelem Wilmottem, byla otevřena v listopadu 2012 pro pohotovost a v září 2013 pro chirurgické služby.
V nemocnici působil chirurg Robert Proust (bratr Marcela Prousta), v jejímž rámci založil v roce 1930 protirakovinné centrum v Charonne.

## Popis
Mezi zdravotnické služby nabízené na místě patří pohotovostní služba pro dospělé, anesteziologicko-resuscitační jednotka, trávicí a viscerální chirurgie i ortopedická chirurgie, gastroenterologická služba (provádějící zejména digestivní endoskopie), biologická laboratoř, interní oddělení, rentgenové oddělení a onkologické oddělení s oddělením klinického výzkumu.